# Brachychira excellens
Brachychira excellens är en fjärilsart som beskrevs av Rothschild 1917. Brachychira excellens ingår i släktet Brachychira och familjen tandspinnare. Inga underarter finns listade i Catalogue of Life.